# 나와브 카푸르 싱
나와브 카푸르 싱(Nawab Kafur Singh, 1697년 – 1753년 10월 9일)은 18세기 초에서 중반 사이에 시크교 공동체를 이끈 주요 지도자였다. 그는 시크 연맹과 군대인 달 칼사의 조직자였다. 그는 시크교도들에게 높은 존경을 받고 있다.

## 생애
나와브 카푸르 싱은 1697년 자트계 비르크 씨족 출신으로 태어났다. 그의 고향 마을은 오늘날 파키스탄 펀자브주 셰이쿠푸라구에 있는 칼로케였다. 그가 암리차르 근처의 파이줄라푸르 마을을 점령했을 때, 그는 그것을 싱푸라라고 이름 짓고 그것을 그의 본부로 만들었다. 따라서 그는 카푸르 싱 파이줄라푸리아라고도 알려져 있고, 그가 세운 작은 번국은 파이줄라푸리아 또는 싱푸리아라고도 알려져 있다.
1721년 카푸르 싱은 바이사키의 날에 암리차르에서 열린 대규모 모임에서 바이마니 싱이 이끄는 판즈피아레이에서 암리트 입문식을 거쳤다.
1733년 무굴 정부는 자카리아 칸의 요구에 따라 시크교도들에 대한 탄압 조치를 모두 철회하기로 결정하고 그들에게 교부금을 지급했다. 그들의 지도자는 나와브라는 칭호를 받았는데, 이는 디팔푸르, 캉안발, 자발의 세 파르가나로 구성된 자기르였다.
바바 다르바라 싱은 사르바트 칼사에서 나와브가 되라는 제의를 받았고 이를 거절했기 때문에 카푸르 싱이 대신 나와브가 되라는 제의를 받았고, 그는 수락했다.
무굴 제국과의 화평이 이루어지면서 시크교도들은 그들의 집으로 돌아갔고 카푸르 싱은 시크교도 자트족의 해체된 구조를 공고히 하는 임무를 맡았다. 이들은 하나의 중앙 전투력(달)으로 통합되었는데, 부다 달은 퇴역 군인들의 군대였고, 타루나 달은 하리 싱 딜런이 이끄는 젊은이들의 군대가 되었다. 전자는 성지를 보살피고, 구루들의 말씀을 설교하고, 세례식을 개최함으로써 칼사 판트로 개종자들을 유도하는 임무를 맡았다. 타루나 달은 더 적극적인 사단이었고 그 역할은 비상시에 싸우는 것이었다.
이 두 날개의 공통된 연결고리는 카푸르 싱의 성격이었다. 그는 높은 품성으로 보편적인 존경을 받았다. 그의 말은 기꺼이 따랐고, 그의 손에서 세례를 받는 것은 드문 영광으로 여겨졌다.
하리 싱의 지도 아래 타루나 달의 세력은 급속히 커졌고, 곧 1만 2천여 개가 되었다. 나와브 카푸르 싱은 효율적인 통제를 위해 그것을 다섯 개의 부분으로 나누었고, 각각의 부분에는 별도의 중심지가 있었다. 각 부분에는 고유한 현수막과 북이 있었고, 각각 다른 정치 국가의 핵을 형성했다. 자사 싱 알루왈리아는 이 집단들이 정복한 영토를 아칼 타크트에 있는 각자의 문서에 기록했다. 이 문서들이나 미슬들을 통해 그들이 개척한 번국들은 미슬들로 알려지게 되었다. 그 후 일곱 개의 집단이 더 생겨났고, 세기가 끝나갈 무렵 펀자브를 통치하는 시크 미슬들은 모두 12개였다.
나와브 카푸르 싱은 고령이라는 이유로 공동체에 그의 직위 해제를 요청했고, 그의 제안으로 자사 싱 알루왈리아가 달 칼사의 최고 사령관으로 선출되었다. 카푸르 싱은 1753년 10월 9일 암리차르에서 사망했고, 그의 조카(단 싱의 아들) 쿠샬 싱이 그 뒤를 이었다.

## 유산
나바의 카푸르가르 마을은 나와브 카푸르 싱의 이름을 따서 명명되다.

## 같이 보기
- 자사 싱 알루왈리아